# Пиркмайер, Георг
Георг Пиркмайер (нем. Georg Pirckmayer; 7 декабря 1918, Зальцбург — 6 января 1977, Вена) — австрийский пианист, органист, композитор и музыкальный педагог.
Окончил консерваторию Моцартеум (1936), где изучал фортепиано, орган и композицию, затем в 1939 году получил диплом Венской академии музыки как органист. Одновременно изучал музыковедение в Венском университете, в 1940 году защитил диссертацию.
В 1941—1942 гг. преподавал фортепиано, орган и теорию музыки в Брукнеровской консерватории в Линце, в 1942—1944 гг. — орган на отделении церковной музыки Венской академии музыки, в 1945—1947 гг. преподаватель в Моцартеуме. Затем полностью посвятил себя композиции, добившись первого успеха с Тремя симфоническими пьесам из цикла «Человек» (нем. Drei symphonische Stücke aus dem Orchesterzyklus L'Homme), премьера которых состоялась в 1949 году на Венском музыкальном фестивале. В 1957 году вернулся к педагогической карьере в Венской академии музыки, преподавал преимущественно клавир. С 1970 года профессор. В 1971 году избран ректором Венской академии музыки на первых свободных выборах ректора, благодаря в особенности поддержке студентов, и занимал эту должность до конца жизни.
Пиркмайеру принадлежит ряд оркестровых, фортепианных и органных сочинений. Сюита для оркестра «Портреты» (фр. Les portraits; 1962) с музыкальными изображениями Чарли Чаплина, Пабло Пикассо, Сальвадора Дали и других деятелей культуры была опубликована под псевдонимом Георг Пьер (нем. Georg Pier).
Пиркмайеру посвящена Токката для органа Карла Шиске (1951—1952).